# Stagecrowd
Stagecrowd（ステージクラウド）は、ソニー・ミュージックソリューションズが運営するライブストリーミングプラットフォームである。

## 概要
2020年6月29日、ソニー・ミュージックソリューションズがPCおよびスマートフォン向けにライブストリーミングを中心とした映像配信サービスとして開始した。ソニー・ミュージックレーベルズ所属のアーティストや他社所属アーティストのインターネットを介したライブ配信サービスとして展開する。アーティストのオリジナル性を生かしたWebサービスやEコマース連携、コメント投稿機能に加え、同時視聴数に制限はなく、安定した高音質・高画質配信を提供する。なお、ライブ配信視聴時にはチケット購入が必要となり、アーティストのオフィシャルサイト等からダイレクトで購入が可能である。
サービス開始後の最初に配信されたライブストリーミングは2020年7月11日に無観客で開催された「SUPER BEAVER 15th Anniversary 都会のラクダSP 〜LIVE document〜」であった。
2021年12月22日、電子チケットサービス「Stagecrowd Ticket」を開始した。
日本国外向けサービスも展開している（日本からは国外向けのサイトにアクセスできない）。なお、中華人民共和国ではbilibiliの公式アカウント「舞台集云-Stagecrowd」での配信となっているが、日本国外向けのStagecrowdとは異なり、配信されるコンテンツはごく一部に限られている。

## 主なサービス

### Stagecrowd Streaming
前述した通り、配信チケットを購入することで視聴できるライブストリーミングサービス。グッズ購入機能やリアルタイムコメント投稿機能、インタラクティブ機能、マルチアングル機能、
投げ銭機能などがある。日本国内向けと日本国外向けがある。

### Stagecrowd Ticket
電子チケットサービス。専用アプリが不要となり、スマートフォン1台でチケットの申し込みや決済、受け取り、当日の入場までといった全てが完結可能である。